# Paranoid (album)
Paranoid là album phòng thu thứ hai của ban nhạc heavy metal người Anh Black Sabbath, được phát hành vào tháng 9 năm 1970 thông qua Vertigo Records ở Anh và Warner Bros. Record tại Mỹ. Album chứa một số bài hát trứ danh của ban nhạc, gồm "Iron Man", "War Pigs" và bài chủ đề - bài hit top 20 duy nhất của ban nhạc, đạt vị trí thứ tư trong bảng xếp hạng của Vương quốc Anh.
Trong một ấn phẩm năm 2017 của tạp chí Rolling Stone, Paranoid được xếp đứng đầu trong danh sách "100 album nhạc metal hay nhất mọi thời đại". Album thường được xem là nguồn ảnh hưởng quan trọng đối với sự phát triển của thể loại heavy metal cũng như là một trong những album heavy metal đầu tiên. Paranoid là album duy nhất của ban nhạc giành ngôi đầu bảng UK Albums Chart cho đến khi phát hành 13 vào năm 2013.

## Thu âm
Nhằm tận dụng thành công trên bảng xếp hạng Anh Quốc của album đầu tay cùng tên, Black Sabbath đã trở lại phòng thu với nhà sản xuất Rodger Bain vào tháng 6 năm 1970, chỉ bốn tháng sau khi album được phát hành. Paranoid được thu âm tại Regent Sound Studios và Island Studios ở Luân Đôn, Anh.
Bài tiêu đề được sáng tác lúc đã muộn màng. Như tay trống Bill Ward giải thích: "Chúng tôi không có đủ bài hát cho album, rồi Tony (Iommi) chơi câu đàn guitar lick và thế là xong bài. Từ đầu đến cuối [album] mất đâu đó 20, 25 phút.” Trong phần ghi chú cho album trực tiếp Reunion vào năm 1998, tay bass Geezer Butler kể lại với Phil Alexander rằng họ đã sáng tác ca khúc "trong năm phút, rồi tôi ngồi xuống và viết lời nhanh nhất có thể. Tất cả được hoàn tất trong khoảng hai giờ." Theo Alexander, "Paranoid" "đã kết tinh quá trình sáng tác của ban nhạc, khi mà Iommi khởi xướng ý tưởng bằng những đoạn riff rực cháy, Ozzy (Osbourne) hát giai điệu, Geezer điều khiển tác phẩm và viết đa số phần lời, còn Bill Ward đều đặn đánh những nhịp trống dồn dập bên dưới tiếng bass rumble của Butler." Đĩa đơn được phát hành vào tháng 8 năm 1970 và đạt vị trí thứ bốn trên bảng xếp hạng của Anh, và cho đến nay là bản hit duy nhất trong top 10 của Black Sabbath.
Hầu hết ca khúc trong Paranoid đều phát triển qua những màn buổi diễn phối hợp ứng tác trên sân khấu. Trong bộ phim tài liệu Classic Albums về quá trình làm Paranoid, nghệ sĩ guitar Tony Iommi nhớ lại rằng "War Pigs" đến từ "một trong những câu lạc bộ" còn Butler nói thêm, "Trong bài hát 'Warning', chúng tôi từng xả hơi và vào một đêm nọ, khi chúng tôi đang thư giãn thì Tony bỗng kêu da-dum! " Trong cùng một bộ phim tài liệu, Iommi trình bày cách tiếp cận của mình với khúc guitar solo trong bài hát, anh giải thích rằng: "Tôi luôn cố gắng giữ dây ở đáy đàn, nhằm để nó phát ra tiếng thật đầy đặn." Trên "Planet Caravan", Osbourne hát qua loa Leslie và chia sẻ với Mojo vào năm 2010: "Rồi Rodger Bain sử dụng một cái máy dao động trên dây đàn. Nó trông như một chiếc tủ ướp lạnh có núm xoay."

## Sáng tác
Ban đầu, ban nhạc định đặt tên bài mở đầu của album "War Pigs" là "Walpurgis". Sau đó, tên bài được đổi thành "War Pigs", rồi ban nhạc định đặt tên ấy cho album, song đổi thành Paranoid sau khi công ty thu âm tin rằng bài hát cùng tên có tiềm năng trở thành đĩa đơn. Butler giải thích ý đồ của mình với Classic Albums: "Tôi muốn viết một bài hát tên là 'Walpurgis' mà bạn biết đấy, đó là phiên bản satan của Giáng Sinh. Nội dung ca khúc nói rằng Satan không phải là một thứ tâm linh, đó là những kẻ hiếu chiến. Đó mới là những tín đồ Satan thực sự, tất cả chúng đang điều hành các ngân hàng và thế giới, cố lôi kéo giai cấp công nhân tham gia các cuộc chiến tranh cho họ. Chúng tôi đã gửi nó cho công ty thu âm và họ nói, 'Không, chúng tôi đặt tên vậy đây. Nghe liên quan đến satan quá!' Vì vậy, tôi đã đổi nó thành  'War Pigs'." Trong cuốn tự truyện I Am Ozzy, ca sĩ Ozzy Osbourne kể lại, "Ban đầu bài hát có tên là 'Walpurgis' ... - thuật ngữ cho một đám cưới hắc ám hoặc đại loại thế. Rồi chúng tôi đổi tên bài thành 'War Pigs', và Geezer nghĩ ra những ca từ nặng nề về cái chết và hủy diệt. Thảo nào chúng tôi chẳng bao giờ có cô nàng nào ở những buổi diễn của mình. Geezer không quan tâm đến bài hát pop 'I love you' trung bình của bạn... Geezer còn thích đưa nhiều đề tài thời sự (như nhắc đến Việt Nam) vào các bài hát của chúng tôi. Cậu ta chú ý tới mọi thứ xảy ra quanh mình và những gì người ta đang bàn tán."
Bài hát "Iron Man" ban đầu có tên là "Iron Bloke". Khi nghe Iommi trình bày khúc guitar riff chính lần đầu, Osbourne kinh ngạc nhận xét rằng nó nghe "giống như gã người sắt khổng lồ dảo bước xung quanh". Sau đó tựa bài được đổi thành "Iron Man", còn tay bass kiêm viết lời Geezer Butler sáng tác ca từ. Đoạn riff của "Iron Man" là hình mẫu biểu tượng đối với các nghệ sĩ guitar heavy metal, Osbourne tuyên bố trong hồi ký của mình rằng "...Hóa ra Tony Iommi là một trong những nghệ sĩ sáng tác riff heavy rock vĩ đại nhất mọi thời. Bất cứ khi nào chúng tôi vào phòng thu, chúng tôi thách thức anh ấy đánh câu riff cuối cùng của mình – rồi anh ta nghĩ ra thứ gì đó như 'Iron Man' và làm mọi người sửng sốt." Butler viết lời bài hát dưới dạng câu chuyện về một người đàn ông du hành thời gian đến tương lai và nhìn thấy tận thế. Trong quá trình trở về hiện tại, anh ta bị từ trường biến thành thép. Anh nỗ lực cảnh báo dân chúng song đều bị phớt lờ và chế giễu. Điều này làm Iron Man trở nên tức giận và quyết báo thù, gây ra sự hủy diệt như trong lời tiên đoán của anh ta. "Electric Funeral" cũng chứa hình ảnh tận thế đối phó với chiến tranh hạt nhân. Trong bộ phim về buổi hòa nhạc The Last Supper, Iommi kể lại rằng vào thời điểm đó với hầu hết các ban nhạc "tất cả chỉ là 'hoa cài trên tóc bạn' và chúng tôi muốn hát và chơi nhạc về góc kia của sự sống."

## Nhan đề và thiết kế bìa
Paranoid lúc đầu có tên là War Pigs, nhưng công ty thu âm bị cáo buộc đã đổi tên vì lo sợ phản ứng dữ dội từ những người ủng hộ cuộc Chiến tranh Việt Nam đang diễn ra. Ngoài ra, hãng đĩa của ban nhạc cảm thấy bài tiêu đề dễ tiếp thị hơn dưới dạng đĩa đơn. Ozzy Osbourne kể trong I Am Ozzy rằng việc đổi tên chẳng liên quan gì đến Chiến tranh Việt Nam và hoàn toàn là do công ty thu âm quyết định album sẽ dễ bán hơn nếu nó được đặt tên theo đĩa đơn đạt được thành công đáng kể trước đó (bài tiêu đề đạt vị trí thứ tư trên UK Singles Chart). Tuy nhiên, thời điểm đã quá muộn để chỉnh sửa thiết kế bìa. Joe Smith (phó chủ tịch điều hành của Warner Bros. từ năm 1970 đến năm 1972) kể với Classic Albums rằng những người còn lại ở Warner Bros chẳng muốn làm gì với họ: "Bản thân chúng tôi đang ở giữa cuộc chiến ở đất nước này và cách diễn giải của họ chẳng quan trọng với tôi lắm. Tôi biết chúng tôi sẽ không đặt tựa [album] là 'War Pigs'."  Về bài hát "Paranoid", Smith kể: "Lúc ấy [chúng tôi] đang trên một tấm nhựa trong suốt bằng axetat. Tôi nhớ họ đã trình bày bài hát, tăng âm lượng lên và làm rung chuyển cả tòa nhà... Tôi nhận định 'Tôi nghĩ đó là album đột phá. Tôi không hiểu ý nghĩa, song 'Paranoid' có vẻ vừa là nhan đề tuyệt vời cho một album, vừa là nhan đề tuyệt vời cho một đĩa đơn.'" Nhan đề album đó không liên quan gì đến hình ở bao bìa. Osbourne giải thích với Phil Alexander vào năm 1998, "Một gã ăn mặc như lợn với thanh kiếm cầm trên tay thì liên quan quái gì đến chứng hoang tưởng, tôi chẳng biết nữa, nhưng họ quyết định thay đổi nhan đề album mà không đổi thiết kế bìa."

## Phát hành, đón nhận và di sản
| Đánh giá chuyên môn           | Đánh giá chuyên môn |
| Nguồn đánh giá                | Nguồn đánh giá      |
| Nguồn                         | Đánh giá            |
| ----------------------------- | ------------------- |
| AllMusic                      | [ 15 ]              |
| Blender                       | [ 16 ]              |
| Christgau's Record Guide      | C−                  |
| Encyclopedia of Popular Music | [ 18 ]              |
| Mojo                          | [ 19 ]              |
| The Observer                  | [ 20 ]              |
| Pitchfork                     | 9,5/10              |
| The Rolling Stone Album Guide | [ 22 ]              |
| Spin                          | [ 23 ]              |
| Sputnikmusic                  | [ 24 ]              |

Album được phát hành tại Vương quốc Anh vào tháng 9 năm 1970, nơi doanh số bán đĩa được tăng lên nhờ thành công của đĩa đơn "Paranoid". "Đĩa đơn ấy thu hút những đứa trẻ vui nhộn", Iommi kể lại trong những câu ghi chú cho Reunion vào năm 1998. "Chúng tôi thấy mọi người nhảy múa khi chúng tôi thể hiện nó và chúng tôi quyết định rằng mình không ra đĩa đơn trong một thời gian dài để giữ lòng trung thành với người hâm mộ yêu thích chúng tôi trước khi chúng tôi trở nên nổi tiếng." Việc phát hành Paranoid tại Mỹ bị hoãn cho đến tháng 1 năm 1971, vì album Black Sabbath vẫn nằm trong bảng xếp hạng vào thời điểm phát hành tại Anh. Paranoid đạt hạng 12 tại Hoa Kỳ vào tháng 3 năm 1971, hầu như không được phát sóng trên đài phát thanh. Từ các bài đánh giá đương thời, một cây viết chưa được ghi nhận trên Disc khen ngợi album, tuyên bố âm nhạc của nhóm là "chặt chẽ, ồn ào, đơn giản và thú vị" với chất liệu dựa trên "những đoạn riff đơn giản, hấp dẫn [...] với ca từ không đưa chúng vào thế hệ của Dylan."
Trong một bài đánh giá tái nhìn nhận, Steve Huey của AllMusic nhắc đến Paranoid là "một trong những album heavy metal vĩ đại nhất và giàu ảnh hưởng nhất mọi thời đại"; album "đã định nghĩa âm thanh và phong cách của heavy metal hơn bất kỳ đĩa nhạc nào khác trong lịch sử nhạc rock". Ben Mitchell từ Blender thì cho rằng đây là "album nhạc metal hay nhất mọi thời đại". Theo Joe Levy của Rolling Stone, "Sabbath cai trị những đứa trẻ u sầu ở thập niên 70" và "gần như mọi ban nhạc heavy-metal và extreme rock trong ba thập kỷ qua", kể cả Metallica, Nirvana và Slipknot, đều "có một món nợ tôn sùng" những đoạn riff guitar "nghiền nát" của Iommi, "phần nhịp Visigoth" của Ward và Butler cùng "tiếng kêu khắc khoải" của Osbourne trên các bản nhạc như "Paranoid", "Iron Man" và "War Pigs". Robert Christgau tỏ ra kém nhiệt tình hơn trong Christgau's Record Guide: Rock Albums of the Seventies (1981), ông thấy rằng mình chẳng thể coi trọng âm nhạc đề tài kinh dị của ban nhạc đủ để đánh giá đúng như bất cứ thứ gì khác ngoài "camp", lưu ý rằng title cut đặc biệt "đáng sợ". Tuy nhiên, ông lưu ý rằng ban nhạc coi độ nặng của âm nhạc là "khắc nghiệt đến không ngờ".
Album hiện đang đứng ở vị trí số 139 trong danh sách 500 album hay nhất mọi thời đại của tạp chí Rolling Stone. Thành công trên bảng xếp hạng của Paranoid cho phép ban nhạc lưu diễn ở Mỹ lần đầu tiên vào tháng 10 năm 1970, dẫn đến phát hành đĩa đơn thứ hai của album là "Iron Man". Mặc dù không lọt nổi top 40, "Iron Man" vẫn là một trong những bài hát nổi tiếng nhất của Black Sabbath, đồng thời là đĩa đơn xếp hạng cao nhất tại Hoa Kỳ của ban nhạc. Tính đến năm 2014, Paranoid là album bán chạy nhất của Black Sabbath, đã bán ra 1,6 triệu bản tại Hoa Kỳ kể từ khi bắt đầu kỷ nguyên SoundScan.

### Tranh cãi
Năm 1974, y tá Hillary Pollard đến từ Rawcliffe, North Yorkshire bị phát hiện đã tử vong giữa một cặp loa và album Paranoid trên bàn xoay của cô. Cô đã dùng thuốc ngủ quá liều, với một liều lượng đủ nhỏ để không thể giám định rằng cô đã tự tử bằng cách ấy. Tuy nhiên, ảnh hưởng của album đến khả năng cô tự tử vẫn được nhắc đến trong cuộc điều tra, nhưng cuối cùng cơ quan chức năng quyết định rằng Black Sabbath không phải chịu trách nhiệm về cái chết của cô. Iommi thừa nhận: "Rất nhiều từ trong bài hát - rất nhiều tâm trạng của bài hát - có tính kích động. Đặc biệt là trong những ngày đầu tiên - đạo Satan, nếu bạn thích... Nhưng chuyện đã rơi ngoài tầm kiểm soát. Chẳng hạn như với Paranoid ở Anh. Người ta tìm thấy một cô gái đã tử vong – cô là một y tá: tử vong trong phòng mình với cuốn album của chúng tôi trên bàn xoay. Và vụ việc được đưa ra tòa và có người cho rằng chính vì cuốn album mà cô ấy bị trầm cảm và tự sát, tôi nghĩ điều đó hoàn toàn vô lý."
Trong một cuộc phỏng vấn năm 1982 với The New Music, Butler chia sẻ: "Nếu bọn "đa số đạo đức" (moral majority) không hiểu nó [album] thì họ sẽ cố đè nó xuống hoặc tìm người khác hiểu đủ cách trong đó... Phần lớn moral majority đã chọn đoạn Satan trong album. Ý tôi là, hầu hết nội dung là về ngăn chặn chiến tranh và khía cạnh của nó cùng một số thứ khoa học viễn tưởng. Không có nhiều thứ dành cho Satan, và những thứ ở đó không hẳn là dành cho ác quỷ hay bất cứ thứ gì tương tự; nó chỉ xuất hiện vào lúc ấy và chúng tôi chỉ thu hút sự chú ý của mọi người." Trong bộ phim tài liệu The Black Sabbath Story, Vol. 1, Butler bày tỏ sự thất vọng về cách mà người hâm mộ hiểu sai ca từ của ban nhạc: "Ví dụ, trong 'Hand of Doom', họ sẽ trích ra một câu và thổi phồng lên thành chuyện lớn này nọ, như thể chúng ta đang bảo mọi người hãy đi và tự nhét ma túy vào người mình, trong đó toàn bộ bài hát […] là chống ma túy."

## Danh hiệu
- Năm 1989, tạp chí Kerrang! liệt album ở vị trí thứ 39 trong số "100 album heavy metal hay nhất mọi thời đại".[35]
- Năm 1994, Paranoid được xếp thứ ba trong Top 50 album heavy metal của Colin Larkin. Theo Larkin, "Những kẻ tham lam thường mong muốn có được vương miện, nhưng Paranoid cho thấy rằng Black Sabbath vẫn là ban nhạc metal tinh túy."[36]
- Năm 1999, tạp chí Q đưa nhạc phẩm vào danh sách "Album gothic hay nhất mọi thời đại": "[Black Sabbath] đã ghi dấu ấn khoa trương và chất doom nặng của họ lên nhạc rock Anh mãi mãi."[37]
- Năm 1999, Vibe đưa đĩa nhạc vào danh sách "100 album thiết yếu của thế kỷ 20".[38]
- Năm 2003, album được xếp hạng 130 trong danh sách "500 album hay nhất mọi thời đại" của tạp chí Rolling Stone,[39] 131 trong danh sách tái biên tập năm 2012,[40] và 139 trong danh sách tái biên tập năm 2020.[41]
- Năm 2006, album được xếp hạng thứ 6 trong danh sách "100 album guitar hay nhất mọi thời đại" của tạp chí Guitar World.[42]
- Năm 2010, Paranoid được chọn làm để đưa vào một phần của loạt phim tài liệu Classic Albums, nơi đánh giá các album "được coi là hay nhất hoặc độc nhất của một ban nhạc hoặc nhạc sĩ nổi tiếng, tiêu biểu cho một giai đoạn trong lịch sử âm nhạc".
- Năm 2017, Rolling Stone xem đây là album nhạc metal hay nhất từ trước đến nay.[5]

## Danh sách bài hát
Tất cả các bài hát được sáng tác bởi Black Sabbath (Tony Iommi, Geezer Butler, Bill Ward, Ozzy Osbourne).
| Mặt A | Mặt A            | Mặt A      |
| STT   | Nhan đề          | Thời lượng |
| ----- | ---------------- | ---------- |
| 1.    | "War Pigs"       | 7:57       |
| 2.    | "Paranoid"       | 2:48       |
| 3.    | "Planet Caravan" | 4:32       |
| 4.    | "Iron Man"       | 5:56       |

| Mặt B            | Mặt B                 | Mặt B      |
| STT              | Nhan đề               | Thời lượng |
| ---------------- | --------------------- | ---------- |
| 5.               | "Electric Funeral"    | 4:53       |
| 6.               | "Hand of Doom"        | 7:08       |
| 7.               | "Rat Salad" (hòa tấu) | 2:30       |
| 8.               | "Fairies Wear Boots"  | 6:15       |
| Tổng thời lượng: | Tổng thời lượng:      | 41:51      |

| Đĩa hai bản chất lượng cao 2009 | Đĩa hai bản chất lượng cao 2009             | Đĩa hai bản chất lượng cao 2009 |
| STT                             | Nhan đề                                     | Thời lượng                      |
| ------------------------------- | ------------------------------------------- | ------------------------------- |
| 1.                              | "War Pigs" (trộn âm quadraphonic)           | 7:55                            |
| 2.                              | "Paranoid" (trộn âm quadraphonic)           | 2:48                            |
| 3.                              | "Planet Caravan" (trộn âm quadraphonic)     | 4:30                            |
| 4.                              | "Iron Man" (trộn âm quadraphonic)           | 5:58                            |
| 5.                              | "Electric Funeral" (trộn âm quadraphonic)   | 4:47                            |
| 6.                              | "Hand of Doom" (trộn âm quadraphonic)       | 7:07                            |
| 7.                              | "Rat Salad" (trộn âm quadraphonic)          | 2:29                            |
| 8.                              | "Fairies Wear Boots" (trộn âm quadraphonic) | 6:13                            |
| Tổng thời lượng:                | Tổng thời lượng:                            | 41:31                           |

| Đĩa ba ấn bản chất lượng cao 2009 | Đĩa ba ấn bản chất lượng cao 2009       | Đĩa ba ấn bản chất lượng cao 2009 |
| STT                               | Nhan đề                                 | Thời lượng                        |
| --------------------------------- | --------------------------------------- | --------------------------------- |
| 1.                                | "War Pigs" (hòa tấu)                    | 8:00                              |
| 2.                                | "Paranoid" (phiên bản ca từ khác)       | 2:50                              |
| 3.                                | "Planet Caravan" (phiên bản ca từ khác) | 6:01                              |
| 4.                                | "Iron Man" (hòa tấu)                    | 5:57                              |
| 5.                                | "Electric Funeral" (hòa tấu)            | 4:52                              |
| 6.                                | "Hand of Doom" (hòa tấu)                | 7:14                              |
| 7.                                | "Rat Salad" (trộn âm khác)              | 2:29                              |
| 8.                                | "Fairies Wear Boots" (hòa tấu)          | 6:16                              |
| Tổng thời lượng:                  | Tổng thời lượng:                        | 43:21                             |

Bản siêu chất lượng 2016
Super Deluxe Edition Disc Three: Live in Montreux 1970
| STT | Nhan đề | Thời lượng |
| --- | --- | ---------- |
| 1.  | "Intro" | 1:23       |
| 2.  | "Paranoid" | 2:59       |
| 3.  | "N.I.B" | 5:45       |
| 4.  | "Behind the Wall of Sleep" | 6:04       |
| 5.  | "Iron Man" (alternate lyrics) | 6:24       |
| 6.  | "War Pigs" (contains alternate lyrics different than the album version, similar to its original lyrics under the title "Walpurgis") | 7:44       |
| 7.  | "Fairies Wear Boots" (contains alternate lyrics and movement structure)                                                             | 8:43       |
| 8.  | "Hand of Doom" (alternate lyrics)                                                                                                   | 8:31       |

Super Deluxe Edition Disc Four: Live in Brussels 1970
| STT | Nhan đề                                                                                       | Thời lượng |
| --- | --------------------------------------------------------------------------------------------- | ---------- |
| 1.  | "Paranoid"                                                                                    | 3:13       |
| 2.  | "Hand of Doom" (alternate lyrics)                                                             | 7:01       |
| 3.  | "Rat Salad"                                                                                   | 1:29       |
| 4.  | "Iron Man"                                                                                    | 6:32       |
| 5.  | "Black Sabbath" (contains a solo guitar interlude by Tony Iommi)                              | 9:38       |
| 6.  | "N.I.B"                                                                                       | 5:49       |
| 7.  | "Behind the Wall of Sleep"                                                                    | 5:28       |
| 8.  | "War Pigs" (revised lyrics, resembles the album version and the original "Walpurgis" version) | 8:04       |
| 9.  | "Fairies Wear Boots" (alternate lyrics)                                                       | 6:57       |

## Nhân sự
Black Sabbath
- Ozzy Osbourne – hát
- Tony Iommi – guitar, sáo trong "Planet Caravan"
- Geezer Butler – guitar bass
- Bill Ward – trống, conga trong "Planet Caravan"

Nhân sự phụ
- Tom Allom – kỹ thuật viên, piano trong "Planet Caravan"
- Rodger Bain – sản xuất
- Brian Humphries – kỹ thuật viên
- Marcus Keef – thiết kế đồ họa, nhiếp ảnh

## Bảng xếp hạng
| Xếp hạng (1970-1971)                         | Vị trí cao nhất |
| -------------------------------------------- | --------------- |
| Australian Albums (Kent Music Report)        | 4               |
| Canada Top Albums/CDs (RPM)                  | 20              |
| Album Hà Lan (Album Top 100)                 | 1               |
| Finnish Albums (The Official Finnish Charts) | 4               |
| Album Đức (Offizielle Top 100)               | 2               |
| Italian Albums (Musica e Dischi)             | 5               |
| Album Na Uy (VG-lista)                       | 5               |
| Album Anh Quốc (OCC)                         | 1               |
| Album Hoa Kỳ Billboard 200                   | 12              |

| Xếp hạng (2008) | Vị trí cao nhất |
| --------------- | --------------- |
| Album Ý (FIMI)  | 96              |

| Xếp hạng (2020)                     | Vị trí cao nhất |
| ----------------------------------- | --------------- |
| Album Tây Ban Nha (PROMUSICAE)      | 85              |
| Album Thụy Điển (Sverigetopplistan) | 41              |

| Xếp hạng (2022)                     | Vị trí cao nhất |
| ----------------------------------- | --------------- |
| Album Bỉ (Ultratop Wallonie)        | 56              |
| Album Thụy Sĩ (Schweizer Hitparade) | 48              |

| Xếp hạng (1971)                    | Vị trí cao nhất |
| ---------------------------------- | --------------- |
| German Albums (Offizielle Top 100) | 23              |
| US Billboard 200                   | 13              |

| Xếp hạng (2002)                           | Vị trí cao nhất |
| ----------------------------------------- | --------------- |
| Canadian Metal Albums (Nielsen SoundScan) | 94              |

## Chứng nhận và doanh số
| Quốc gia | Chứng nhận  | Số đơn vị/doanh số chứng nhận |
| --- | ----------- | ----------------------------- |
| Úc (ARIA) | Vàng        | 20.000^                       |
| Canada (Music Canada) | Bạch kim    | 100.000^                      |
| Đức (BVMI) | Vàng        | 250.000‡                      |
| Ý (FIMI) tái bản 2014 | Bạch kim    | 50.000‡                       |
| Anh Quốc (BPI) | Vàng        | 100.000^                      |
| Anh Quốc (BPI) bản chất lượng cao 2009 | Vàng        | 100.000*                      |
| Hoa Kỳ (RIAA) | 4× Bạch kim | 4.000.000^                    |
| * Chứng nhận dựa theo doanh số tiêu thụ. ^ Chứng nhận dựa theo doanh số nhập hàng. ‡ Chứng nhận dựa theo doanh số tiêu thụ và phát trực tuyến. |             |                               |

## Lịch sử phát hành
| Vùng                           | Ngày                 | Hãng đĩa              | Định dạng     | Catalog    |
| ------------------------------ | -------------------- | --------------------- | ------------- | ---------- |
| Liên hiệp Anh                  | 18 tháng 9 năm 1970  | Vertigo Records       | LP            | 6360 011   |
| Châu Âu                        | tháng 9 1970         | Vertigo Records       | LP            | 6360 011   |
| Hoa Kỳ                         | 7 tháng 1 năm 1971   | Warner Bros.          | LP            | WS 1887    |
| Liên hiệp Anh (tái bản)        | tháng 12 năm 1973    | WWA                   | LP            | WWA 007    |
| Hoa Kỳ (tái bản)               | 1975                 | Warner Bros.          | LP            | WS4        |
| Liên hiệp Anh (tái bản)        | tháng 1 năm 1976     | NEMS                  | LP            | NEL 6003   |
| Liên hiệp Anh (tái bản)        | 28 tháng 2 năm 1996  | Castle Communications | CD            | ESMCD302   |
| Liên hiệp Anh (tái bản)        | 2004                 | Sanctuary             | CD            | SMRCD032   |
| Liên hiệp Anh (chất lượng cao) | 30 tháng 3 năm 2009  | Sanctuary             | Double CD+DVD | 1782444    |
| Nhật Bản                       | 25 tháng 8 năm 2010  | Universal Music       | SHM-SACD      | UIGY-9034  |
| Nhật Bản                       | 24 tháng 11 năm 2010 | Universal Music       | SHM-CD        | UICY-20039 |
| Hoa Kỳ (đã chỉnh hậu kỳ)       | 15 tháng 8 năm 2016  | Rhino / Warner Bros.  | CD            | RR2 3104   |